# Амбракія

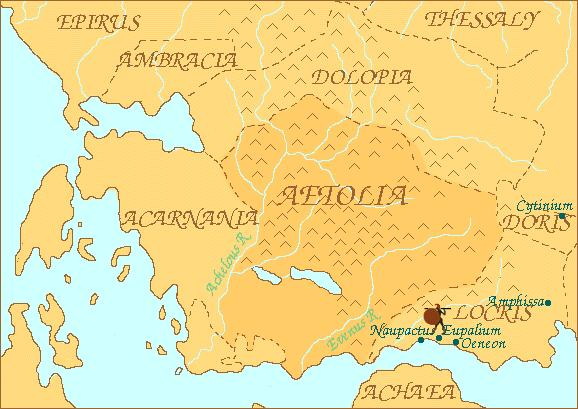
Амбракія

Амбракія (дав.-гр. Ἀμπρακία), за дімотікою Амвракія (грец. Αμβρακία) — давньогрецька колонія коринфського походження, заснована VII до н. е. Розташована в родючій рівнині на півночі Амбракійської затоки на річці Арахтос навпроти Левкадії на місці сучасного міста Арта.
Заснована між 620 та 625 роками Горгом сином тирана Коринфу — Кіпсела. Пізніше сина Горга — Періандра було вигнано з міста та встановлено демократичне правління.
Амбракія як демократична республіка бере участь в Пелопоннеській війні на стороні Коринфу проти Керкіри. У 338 р. до н. е. була завойована Філіппом II Македонським, вона перетворюється на автономну провінцію стародавньої Македонії. Близько 295 до н. е. Амбракія стає столицею Епіра. У 189 році до нашої ери місто було загарбане римською армією під керівництвом Марка Фульвія Нобіліора після завоювання Амбракія занепала а жителів переселено Октавіаном Августом у Нікополь. За часів Візантійської імперії, поселення було перебудовано під новим ім'ям Арта.

## Відомі люди
- Епігон Амбракійський — давньогрецький музикант.
- Епікрат Амбракійський — драматург, представник середньої комедії.
- Сілан Амбракійський — віщун, герой «Анабазіса» Ксенофонта.